# Investidura (España)
La investidura del presidente del Gobierno de España es el procedimiento constitucional por el que se procede al nombramiento o ratificación del jefe del poder ejecutivo de ese país europeo, a través de un mecanismo de confianza parlamentaria.

## Proceso
El proceso de investidura del presidente del Gobierno se realiza siempre que se celebran elecciones generales, y también en otros supuestos como la pérdida de la confianza parlamentaria por parte del Ejecutivo, o la dimisión o el fallecimiento del presidente del Gobierno. El artículo 99 de la Constitución española establece el funcionamiento del proceso de investidura.

Artículo 99

1. Después de cada renovación del Congreso de los Diputados, y en los demás supuestos constitucionales en que así proceda, el Rey, previa consulta con los representantes designados por los Grupos políticos con representación parlamentaria, y a través del Presidente del Congreso, propondrá un candidato a la Presidencia del Gobierno.
2. El candidato propuesto conforme a lo previsto en el apartado anterior expondrá ante el Congreso de los Diputados el programa político del Gobierno que pretenda formar y solicitará la confianza de la Cámara.
3. Si el Congreso de los Diputados, por el voto de la mayoría absoluta de sus miembros, otorgare su confianza a dicho candidato, el Rey le nombrará Presidente. De no alcanzarse dicha mayoría, se someterá la misma propuesta a nueva votación cuarenta y ocho horas después de la anterior, y la confianza se entenderá otorgada si obtuviere la mayoría simple.
4. Si efectuadas las citadas votaciones no se otorgase la confianza para la investidura, se tramitarán sucesivas propuestas en la forma prevista en los apartados anteriores.

5. Si transcurrido el plazo de dos meses, a partir de la primera votación de investidura, ningún candidato hubiere obtenido la confianza del Congreso, el Rey disolverá ambas Cámaras y convocará nuevas elecciones con el refrendo del Presidente del Congreso.
Constitución española

Para comenzar el proceso de investidura, el rey se entrevista con los representantes designados por los grupos políticos de la Cámara Baja. Al término de esta ronda de contactos, el rey propone un candidato a la presidencia del Gobierno a través del presidente del Congreso de los Diputados. El candidato propuesto por el rey no tiene que ser necesariamente un diputado: puede ser cualquier ciudadano español mayor de edad. No obstante, en la práctica siempre ha sido así.
Una vez que el rey ha propuesto un candidato, se celebra la sesión de investidura en el Congreso de los Diputados. No existe un plazo de tiempo determinado entre la propuesta real de un candidato y la celebración de la sesión de investidura. El candidato propuesto por el rey expone ante el Congreso de los Diputados el programa político del Gobierno que pretende formar y solicita la confianza del Congreso. 
La Constitución no exige un debate de investidura posterior a tal exposición, si bien el Reglamento del Congreso de los Diputados viene permitiendo desde 1980 que un representante de cada grupo parlamentario intervenga durante un máximo de treinta minutos. Asimismo, permite turnos ilimitados de réplica por parte del candidato, y posteriores turnos de contrarréplica a los representantes, que disponen de un máximo de diez minutos.
Si el Congreso de los Diputados, por mayoría absoluta de votos afirmativos, otorga su confianza al candidato, el rey lo nombra presidente del Gobierno. En caso contrario, se somete la misma propuesta a nueva votación 48 horas después de la anterior. En esta segunda votación la confianza se otorga si el candidato obtiene una mayoría simple de votos afirmativos.
Si el candidato propuesto no obtiene la confianza de la Cámara Baja en las dos votaciones antedichas, dicha candidatura queda rechazada. El rey, previa nueva ronda de consulta a los grupos políticos, puede hacer sucesivas propuestas de candidatos a la presidencia del Gobierno o incluso volver a proponer a alguno ya rechazado si entiende que ya cuenta con el respaldo suficiente. En todo caso, si transcurridos dos meses desde la primera votación de investidura ningún candidato ha obtenido el respaldo de la cámara, las Cortes quedan automáticamente disueltas y se convocan nuevas elecciones generales que se deben celebrar 47 días después.
Solo en tres ocasiones, dos en 2016 y una en 2019, el candidato propuesto por el rey no obtuvo la confianza del Congreso de los Diputados en ninguna de las dos votaciones. En la primera ocasión, en marzo, el Congreso rechazó la investidura de Pedro Sánchez. El bloqueo en la investidura se solucionó repitiendo las elecciones, de conformidad con el punto 5 del artículo 99 de la Constitución española, en la xi legislatura. En la segunda ocasión, en septiembre, el Congreso rechazó igualmente la investidura de Mariano Rajoy. En esta ocasión el bloqueo se solucionó con un acuerdo "in extremis" del PSOE (que sufrió a su vez un cambio de ejecutiva interno) con Mariano Rajoy, que permitió que fuese nuevamente propuesto e investido a finales del mes de octubre. En la tercera ocasión, en julio de 2019, se rechazó la investidura de Pedro Sánchez, lo cual acabaría desembocando en una repetición electoral en noviembre de ese año.

## Histórico
| Legislatura      | Candidato                    | Fecha                    | Voto | Voto | Voto       |
| Legislatura      | Candidato                    | Fecha                    | Sí   | No   | Abstención |
| ---------------- | ---------------------------- | ------------------------ | ---- | ---- | ---------- |
| I legislatura    | Adolfo Suárez                | 30 de marzo de 1979      | 183  | 149  | 8          |
| I legislatura    | Leopoldo Calvo-Sotelo        | 20 de febrero de 1981    | 169  | 158  | 17         |
| I legislatura    | Leopoldo Calvo-Sotelo        | 25 de febrero de 1981    | 186  | 158  | 0          |
| II legislatura   | Felipe González              | 1 de diciembre de 1982   | 207  | 115  | 22         |
| III legislatura  | Felipe González              | 23 de julio de 1986      | 184  | 144  | 6          |
| IV legislatura   | Felipe González              | 5 de diciembre de 1989   | 167  | 155  | 6          |
| V legislatura    | Felipe González              | 9 de julio de 1993       | 181  | 165  | 1          |
| VI legislatura   | José María Aznar             | 4 de mayo de 1996        | 181  | 166  | 1          |
| VII legislatura  | José María Aznar             | 26 de abril de 2000      | 202  | 148  | 0          |
| VIII legislatura | José Luis Rodríguez Zapatero | 16 de abril de 2004      | 183  | 148  | 19         |
| IX legislatura   | José Luis Rodríguez Zapatero | 9 de abril de 2008       | 168  | 158  | 23         |
| IX legislatura   | José Luis Rodríguez Zapatero | 11 de abril de 2008      | 169  | 158  | 23         |
| X legislatura    | Mariano Rajoy                | 20 de diciembre de 2011  | 187  | 149  | 14         |
| XI legislatura   | Pedro Sánchez                | 2 de marzo de 2016       | 130  | 219  | 1          |
| XI legislatura   | Pedro Sánchez                | 4 de marzo de 2016       | 131  | 219  | 0          |
| XII legislatura  | Mariano Rajoy                | 31 de agosto de 2016     | 170  | 180  | 0          |
| XII legislatura  | Mariano Rajoy                | 2 de septiembre de 2016  | 170  | 180  | 0          |
| XII legislatura  | Mariano Rajoy                | 27 de octubre de 2016    | 170  | 180  | 0          |
| XII legislatura  | Mariano Rajoy                | 29 de octubre de 2016    | 170  | 111  | 68         |
| XIII legislatura | Pedro Sánchez                | 23 de julio de 2019      | 124  | 170  | 52         |
| XIII legislatura | Pedro Sánchez                | 25 de julio de 2019      | 124  | 155  | 67         |
| XIV legislatura  | Pedro Sánchez                | 5 de enero de 2020       | 166  | 165  | 18         |
| XIV legislatura  | Pedro Sánchez                | 7 de enero de 2020       | 167  | 165  | 18         |
| XV legislatura   | Alberto Núñez Feijóo         | 27 de septiembre de 2023 | 172  | 178  | 0          |
| XV legislatura   | Alberto Núñez Feijóo         | 29 de septiembre de 2023 | 172  | 177  | 1          |
| XV legislatura   | Pedro Sánchez                | 16 de noviembre de 2023  | 179  | 171  | 0          |